# Økospiritualitet
Økospiritualitet (eng. ecospirituality) er en moderne form for spiritualitet eller åndelighed, der fokuserer på forbindelsen mellem det guddommelige og miljøet. Denne tilgang integrerer åndelige eller religiøse principper med en dyb bevidsthed om og et ansvar for naturen og miljøet. Økospiritualitet er ofte knyttet til bekymringer for bæredygtighed, miljøetik og interaktionen mellem mennesker og naturen.
Økospiritualitet er en bred og mangfoldig tilgang, og der er forskellige udtryk for denne form for åndelighed, som er baseret på individuelle overbevisninger, kulturelle kontekster og religiøse traditioner. Det centrale tema er dog en dyb forbindelse mellem åndelighed og miljøansvar.

## Hovedtræk
Økospiritualitet indebærer ideen om, at det guddommelige kan findes i naturen. Mennesker, der praktiserer økospiritualitet, søger ofte åndelig forbindelse og inspiration gennem observation af og interaktion med naturen.
En central del af økospiritualitet er bevidstheden om og ansvar for miljøet. Praktiserende af økospiritualitet kan engagere sig i bæredygtige livsstilsvalg og miljøaktivisme som en manifestation af deres åndelige overbevisninger.
Ud over personlige praksisser kan økospiritualitet også motivere til åndelig aktivisme, hvor tilhængere engagerer sig i at skabe positive miljøændringer på samfundsplan og globalt niveau.

## Særlige tilgange
Økospiritualitet er en bred betegnelse, der dækker forskellige åndelige perspektiver og praksisser, som fokuserer på forbindelsen mellem det guddommelige og miljøet. Nogle særlige former for økospiritualitet er:

### Dyrebaseret spirituel praksis
En "dyrebaseret tilgang" refererer normalt til en filosofisk eller etisk tilgang, hvor dyr betragtes som centrale og værdifulde i sig selv. Dette står i modsætning til en antropocentrisk tilgang, hvor mennesket betragtes som det centrale og som værdifuldt over andre arter.
Økospiritualitet kan involvere en forbindelse til dyr og respekt for dyrelivet som en manifestation af det guddommelige. En dyrebaseret tilgang til økospiritualitet integrerer principperne fra en dyrebaseret etik med åndelige og økologiske overvejelser. Dette indebærer at forstå forbindelsen mellem dyrevelfærd, åndelighed og økologisk bevidsthed. Dette kan omfatte vegansk spiritualitet og dyreåndelighed:
Vegansk spiritualitet er en åndelig tilgang, der er forankret i veganisme, både som et etisk valg og som en livsstil. Den kombinerer åndelige principper med et engagement for dyrevelfærd, bæredygtighed og respekt for al liv på planeten.
Dyreåndelighed er troen på, at dyr har en åndelig essens eller sjæl og er forbundet med det guddommelige eller åndelige rige. Denne tro finder sted i mange kulturer og åndelige traditioner, hvor dyr opfattes som mere end blot fysiske skabninger, men som bærere af en åndelig dimension.

### Biocentrisme
Biocentrisme er en etisk og filosofisk tilgang, der betragter alle former for liv som centrale og værdifulde i sig selv. Det står i modsætning til antropocentrisme, hvor mennesket anser sig selv som centrum for værdi og betydning. Biocentrisme anerkender, at alle levende organismer har iboende værdi og rettigheder.
Robert Lanza lancerede i 2007 en teori om det biocentriske univers. Her udforsker han ideen om, at livet og bevidsthed er grundlæggende for naturen og universet, og at vores opfattelse af virkeligheden skal revurderes i lyset af denne forståelse.
Økospiritualitet med biocentrisk fokus placerer alle former for liv som centrale for det guddommelige. Den erkender, at al natur, inklusive dyr og planter, har en åndelig betydning. Dette kan indebære at anerkende det guddommelige i alle levende ting eller se naturen som en kilde til åndelig inspiration.

### Gaianisme
Gaianisme er en spirituel tilgang, som trækker på inspiration fra Gaia-hypotesen, der blev introduceret af James Lovelock og Lynn Margulis. Hypotesen postulerer, at Jorden er en selvregulerende, levende organisme, hvor livet og miljøet samarbejder for at opretholde stabilitet.
Gaianisme går ud på at erkende Jorden som en guddommelig enhed, ofte omtalt som Gaia, den antikke græske gudinde for Jorden. Gaia betragtes som et levende og bevidst væsen, og alt liv på Jorden anses for at være en del af hendes organisme.
Gaianere søger åndelig forbindelse og inspiration fra Jorden som en guddommelig enhed. Dette kan omfatte ceremonier, meditationer og ritualer rettet mod at ære og styrke båndet til Gaia. Gaia-tilgangen fremmer ofte et stærkt miljøansvar og opfordrer til bevarelse og beskyttelse af Jorden som en hellig og guddommelig realitet.

### Økoteologi
Økoteologi integrerer teologiske principper med miljøansvar. Denne tilgang søger at forstå Guds relation til skabelsen og menneskets ansvar for at pleje og bevare miljøet. Økoteologer udforsker teologiske ideer om Guds relation til naturen og menneskets rolle som forvaltere af skabelsen. De udforsker ofte religiøse skrifter og traditioner for at finde ressourcer til at støtte miljømæssig bæredygtighed.
Økoteologien indebærer ofte en miljøetisk tilgang, der anerkender den åndelige værdi af naturen og opfordrer til handling for at beskytte og bevare miljøet. Det kan omfatte opfordringer til bæredygtig livsstil, bevarelse af biodiversitet og bekæmpelse af miljøødelæggelse. Økoteologi kan også fremme interreligiøs dialog om miljøansvar og bæredygtighed, hvor troende fra forskellige religioner samarbejder om at adressere globale miljøudfordringer.

### Feminin Økospiritualitet
Feminin økospiritualitet er en åndelig tilgang, der fokuserer på det feminine aspekt af spiritualitet og dets forbindelse til økologi og naturen. Denne tilgang indebærer ofte en betoning af kvindelige guddomme, en værdsættelse af den feminine energi i naturen og en bevidsthed om den indbyrdes forbindelse mellem det feminine, det økologiske og det åndelige. Nogle former for økospiritualitet fremhæver således den guddommelige feminitets rolle i naturen og ser Gudinden som repræsentant for jordens frugtbarhed og livgivende kraft.

## Skandinavien
I Skandinavien deler mange mennesker en stærk forbindelse til naturen og miljøet, og dette afspejler sig i nogle af de kulturelle værdier og traditioner i regionen. Selvom ikke alle i Skandinavien praktiserer økospiritualitet som en formel tro, er der aspekter af denne tilgang, der kan genkendes i kulturelle og samfundsmæssige kontekster. Økospiritualitet er beslægtet med økofilosofi, og en central repræsentant er den norske filosof Arne Næss.
I Danmark er der en stærk kulturel forbindelse til naturen og et generelt fokus på bæredygtighed og miljøansvar. Danskere er kendt for at værdsætte og nyde naturen samt at støtte miljøvenlige initiativer. Nogle af de træk, der afspejler en form for økospiritualitet eller åndeligt engagement i forhold til miljøet, inkluderer en lang tradition for friluftsliv, hvor folk søger ud i naturen for at nyde aktiviteter som vandreture, cykling og fritidsaktiviteter ved søer og kyster. Interessen for mindfulness og velvære er desuden stigende i Danmark. Mange wellnessaktiviteter og praksisser fokuserer på forbindelsen mellem sind, krop og naturen.

## Kritik
Økospiritualitet har været kritiseret for at udnytte og appropriere visse kulturelle og åndelige praksisser fra oprindelige samfund eller andre traditioner uden tilstrækkelig respekt eller forståelse for deres kontekst. Dette kan ske, når visse spirituelle praksisser, ritualer eller symboler fra oprindelige samfund eller andre kulturer bliver "kommercialiseret" eller brugt ud fra en overfladisk forståelse af deres betydning. Dette kan føre til tab af kulturel integritet og forvanskning af de oprindelige intentioner og betydninger bag disse praksisser.